# Lễ hội khoa học Warszawa
Lễ hội khoa học tại Warsaw là một sự kiện thường niên diễn ra vào tuần cuối cùng của tháng 9 hàng năm nhằm mục đích phổ biến các kiến thức khoa học đến toàn xã hội, đồng thời thôi thúc sự đam mê trong nghiên cứu khoa học của sinh viên và các nhà nghiên cứu.

## Lịch sử
Sáng kiến tổ chức Lễ hội Khoa học tại Warsaw được đưa ra vào tháng 9 năm 1996 bởi Giáo sư David Shuga, ở Trung tâm Liên ngành về Mô hình toán học và Tính toán (ICM) của Đại học Warsaw. Sau đó, trường Đại học Warsaw, trường Đại học Công nghệ Warsaw và Viện Hàn lâm Khoa học Ba Lan đã cùng thống nhất và ký thỏa thuận thành lập ban tổ chức lễ hội (tháng 12 năm 1996).
Tại lễ hội, du khách có cơ hội quan sát trực tiếp các chuyên gia thực hiện thí nghiệm, cũng như họ có thể tự mình tiến hành chúng, ngoài ra các du khách còn có thể thảo luận và giải quyết các vấn đề khoa học với các nhà nghiên cứu và sinh viên tại lễ hội.  Song song với các hoạt động khoa học thì ở các hoạt động văn hóa, nghệ thuật cũng được trình bày, biểu diễn trong suốt thời gian diễn ra lễ hội. Tại lễ hội này, các nhóm nghiên cứu, các nhà khoa học cũng trình bày những thành tựu khoa học thú vị và ngoạn mục nhất, cái mà trong thời gian vừa qua họ đã thực hiện và phát hiện được. Phần lớn, lễ hội đều được tổ chức tại Jabłonna, bên cạnh sông Wisła.